# Orchard Park (Cambridgeshire)
Orchard Park – civil parish w Anglii, w Cambridgeshire, w dystrykcie South Cambridgeshire. W 2011 civil parish liczyła 1885 mieszkańców.